# Ветер в лицо (фильм, 1930)
«Ветер в лицо» (альтернативное название «Плавятся дни») — драма, советский чёрно-белый художественный фильм режиссёров Иосифа Хейфица и Александра Зархи по спектаклю ТРАМа «Плавятся дни». Премьера состоялась 4 апреля 1930 года. Фильм до наших дней не сохранился.

## Сюжет
Конец 20-х годов. Группа комсомольцев переделывает пивную на окраине города под общежитие-коммуну. У организатора коммуны Бориса и его жены Нины рождается ребёнок. Это заставляет их переселиться к родителям Нины, где молодые люди попадают в удушающую обстановку мещанского быта. Борис не выдерживает и возвращается в коммуну. Над городом разражается буря, угрожающая наводнением. Вместе с мужем и остальными комсомольцами Нина помогает спасти имущество фабрики. Кадры разразившейся бури символизируют мысль, что советской молодёжи следует идти «против ветра», наперекор косности и рутины мещанского быта.

## В ролях
- Олег Жаков — Борис
- Александр Мельников — Валерьян, секретарь ячейки
- Дмитрий Жиряков — Яшка
- Татьяна Петрова — Туся
- Зоя Глейзарова — Нина
- Г. Стоколова — Маруся
- Ольга Кузнецова — Лёля
- Николай Вильдгрубе — Николай
- Анна Оржицкая — мать
- Медведников — отец

## Съёмочная группа
- Постановка: Иосиф Хейфиц, Александр Зархи
- Сценарий: Николай Львов (пьеса), Иосиф Берхин
- Операторы: Михаил Каплан, Хечо Назарьянц
- Художник: Елена Аладжалова